# Leiochrides yokjidoensis
Leiochrides yokjidoensis is een borstelworm uit de familie Capitellidae. De wetenschappelijke naam van de soort werd voor het eerst geldig gepubliceerd in 2017 door Jeong, Wi en Suh.